# Манна, Майя Мунзеровна
Майя Мунзеровна Манна (араб. مايا مناع‎, род. 11 марта 1985, Москва) — российская журналистка, руководительница RT Arabic, арабской службы российского телеканала RT.

## Биография
Закончила Университет Роджера Уильямса в США. В 2007 году начала журналистскую работу — на канале RT в качестве редактора англоязычной службы. С 2013 года возглавляет арабскую службу RT, была назначена Маргаритой Симоньян.
15 января 2023 года, из-за вторжения России на Украину, внесена в санкционный список Украины, предполагается блокировка активов на территории страны, приостановка выполнения экономических и финансовых обязательств, прекращение культурных обменов и сотрудничества, лишение украинских госнаград.